# Краснопартизанск (Дагестан)
Краснопартизанск — село в Сергокалинском районе Дагестана. Входит в состав Урахинского сельсовета.

## География
Село расположено на территории Каякентского района, в 13 км южнее села Новокаякент.

## История
Военно-топографическая пятиверстная карта Кавказского края 1926 года на месте села обозначено имение генерала Лазарева. В 1950-е годы земли бывшего хутора были переданы под зимние пастбища колхоза имени Далгата села Урахи. На месте хутора переселенцами из сел Урахи, Аймау-махи, В.Махарги и Н. Махарги был образован населенный пункт, который был официально зарегистрирован указом ПВС ДАССР от 28.11.1973 г. под названием Краснопартизанск.

## Население
| 1926 | 1939 | 1970 | 1989 | 2002 | 2010 | 2021 |
| ---- | ---- | ---- | ---- | ---- | ---- | ---- |
| 68   | ↗495 | ↘412 | ↗565 | ↗771 | ↘735 | ↗789 |

## Хозяйство
Виноградарческое хозяйство — СПК «Краснопартизанский»